# فرودگاه نیو لاندن، ویرجینیا
 فرودگاه نیو لاندن، ویرجینیا (به انگلیسی: New London Airport (Virginia)) یک فرودگاه همگانی بهره‌برداری هوایی است که یک باند فرود آسفالت دارد و طول باند آن ۹۶۴ متر است. این فرودگاه در شهر فورست، ویرجینیا کشور ایالات متحده آمریکا قرار دارد و در ارتفاع ۲۵۹ متری از سطح دریا واقع شده است.